# 佩里日克
50°49′47″N 29°12′17″E / 50.82972°N 29.20472°E
佩里日克（烏克蘭語：Пиріжки）是烏克蘭北部的村莊，隸屬日托米爾州的科羅斯滕區。該村始建於1617年，面積2.63平方公里，海拔高度180米，2001年人口728，人口密度每平方公里276.81人。